# 駿州大野新田
「駿州大野新田」（すんしゅうおおのしんでん）は、葛飾北斎の名所浮世絵揃物『冨嶽三十六景』全46図中の1図。落款は「前北斎為一筆」とある。

## 概要
本作品は東海道五十三次の宿場町である原宿と吉原宿の間に存在した新田集落からの景観を描いており、富士沼の南岸を通る街道からの雄大な富士山を表現している。構図としては「東海道程ヶ谷」「従千住花街眺望ノ不二」などと共通した画面手前を人物が横切る構成となっていて、柴の束を背負った牛とともに農夫たちがのんびりと荷運びをしている。牛が背負った芝の形状を富士山の稜線と相似させている点に北斎のオリジナリティが見られる。
後方の葦が生い茂る富士沼上にはサギと思われる五羽の鳥が飛び立ち、湿原地帯であることを強調した作品になっている。画面右の大小の浮島は富士沼の男島・女島と見られる。現代においてこの地域一帯は浮島ヶ原自然公園として湿地帯の環境保全が行われている。
富士沼を画題とした作品としては河村岷雪の『百富士』巻三「浮島」、秋里籬島の『東海道名所図会』巻之五「富士沼」、歌川広重の『不二三十六景』「駿河冨士沼」などがあり、景勝地として良く知られた地であったが、画題に鑑賞者が認識しやすい「富士沼」などの名を付けず、何故聴き馴染みの無い「大野新田」を持ってきたかについては明確になっていない。